# 金白一
金白一（韓語：김백일，1917年1月30日—1951年3月28日），大韓民國軍人。本名金燦奎（김찬규）。朝鲜创氏改名時日本名为金澤俊南。朝鲜战争期间担任韓国陸軍第1軍军長、獲頒太極武功勲章。其子金東明任咸鏡北道知事、以北五道委員会委員長（2013年至今）。

## 人物
1917年1月30日出生于中華民国吉林省延吉县。读完当地小学後，汉城的普成中学毕业。又返回吉林中学。1936年进入奉天的滿洲國军官学校。1937年毕业（第5期），同期的有丁一权（韓国陸軍上將、国務总理）、申鉉俊（韓國海軍陸戰隊首任司令）等。毕业後进入滿洲國軍服役，以围剿贼匪的功績升为中隊長。最終階級为上尉。
战争结束後回到朝鲜故乡咸鏡北道，因曾当过日军怕被共産党清算，与白善燁、崔楠根等人在1945年12月24日南下汉城。
1946年2月26日进入軍事英語學校进修，并以金白一名字加入南朝鮮國防警備隊，担任中尉军官。軍番55番。
后任第3團（负责全羅北道）首任團長，军衔中校。1946年10月金白一结婚时，部隊中的左派分子以他利用「军需品举办豪華婚礼」煽动下级官兵骚乱，金白一被降级为副團長，宋虎声少校接任團长。1946年12月復職為團長。1947年10月、任警備士官学校校長。1948年7月、任特別部隊司令官。
1948年10月19日麗水-順天事件发生，他作为第5旅代理旅長参与鎮压作战。1949年1月15日、任第6旅旅長。1949年6月5日、任甕津地区战斗司令官。1949年7月1日、任步兵学校首任校長。1949年9月28日、任智異山地区战斗司令官。以剿除智異山乱军之功在1950年1月15日升任第3師师長。1950年4月22日、任陸軍本部行政参謀副長。
朝鲜战争爆发时，代理正在美国进修的丁一权为作战参謀副長，负责陸軍本部作战指挥。1950年7月、任咸昌地区战斗司令官。大韓民國第1軍編成後任副軍長，同年9月接替金弘壹成為軍長。釜山防禦圈戰役中负责東正面的防御。1950年10月1日，聯合國軍发起攻勢，沿着東海岸北上，突破38线攻入北方。中国介入朝鲜战争，击退聯軍。
1951年3月27日，中國人民志願軍发动4月攻勢，在驪州的美國第八軍團召集各軍的軍長和師長讨论退路。翌日的3月28日在返回江陵途中，因天气恶劣，金白一在江原道平昌郡大关岭附近的上空坠机身亡。2月後的5月9日遗骸被发现，后葬于国立首尔显忠院。死後被追授陆军中将，授予太極武功勋章。1966年6月10日在全羅南道長城郡的陸軍歩兵学校塑有他的全身铜像。
2008年，民族问题研究所公布的《亲日人名辞典》将他收录在预定者名单中，2009年被亲日反民族行为真相查明委员会收录在发表的“亲日反民族行为者”704人名单中。
2011年5月27日兴南撤退作战纪念事业协会、咸镜北道6·25战绩纪念事业会举行巨济岛俘虏收容所和兴南撤退作战有功者追悼会，并为他的铜像举行揭幕仪式。而此前在江原道束草因担心市民社会团体的反对而告吹。6月15日，巨济市民团体联合协议会在巨济俘虏收容所遗迹公园金白一将军的铜像前举行了《立刻拆除亲日派金白一的铜像!》的声明，并向其铜像投掷鸡蛋，用黑布遮盖。

## 学歴
- 满洲恩真中学毕业
- 汉城普成中学毕业
- 满洲 吉林中学毕业
- 满洲 奉天軍官学校 5期
- 大韓民国 軍事英語学校 第1期

## 脚注
1. 1 2 3 4 5  佐々木春隆.  再版.
2. 1 2 3 4  白善燁.  第1刷.
3. ↑  . 聯合ニュース. 2013-05-16  [2013-05-31]. （原始内容存档于2019-07-01） （韩语）.

1. ↑  咸鏡北道は北朝鮮が支配しており、通常の道知事とは給与体系も異なる大韓民国大統領により任命される次官級の政務職。
2. ↑  滿洲軍出身，后为韓国陸軍上將。
3. ↑  滿洲軍出身，后为韓国陸軍中校。
4. ↑  1945年12月5日にアメリカ軍との連絡調整のため開校
5. ↑  韓國光復軍少将。1946年10月任官、直後任第3團團長。后为南朝鮮国防警備隊总司令官。朝鮮战争開战後被朝鮮人民軍俘虏，成为被俘韓国軍兵士组成的义勇军司令。后死于北朝鮮。